# Пэкстон, Элизабет
Элизабет Оки-Пэкстон (англ. Elizabeth Okie Paxton; урождённая Вон-Оки [Vaughan Okie]; 1878—1972) — американская художница, представитель Бостонской школы живописи. Известна своими произведениями пейзажей, интерьеров и портретами богатых покровителей. Её картины широко экспонировались и хорошо продавались.

## Биография
Родилась в 1877 году в городе Провиденс, штат Род-Айленд, в семье врача Говарда Оки (Howard Okie; 1846—1902) и Элизабет Вон (Elizabeth Vaughn), где кроме неё была ещё сестра Адель.
Училась живописи в бостонской художественной школе Cowles Art School у Джозефа Де Кампа, где некоторое время её преподавателем был Уильям Пэкстон, за которого позже она вышла замуж.
Умерла в 1971 году в США. Документы, относящиеся к Элизабет, находятся вместе с документами Уильяма Пэкстона в архиве американского искусства Смитсоновского института в Вашингтоне, округ Колумбия.

### Семья
Познакомившись с Уильямом Пэкстоном в 1896 году, 3 января 1899 года она вышла за него замуж. Детей уних не было, поэтому пара сфокусировалась на искусстве. Они путешествовали по Европе, часто бывали на полуостровах Кейп-Код и Кейп-Энн в Массачусетсе. Некоторое время жили в Ньютоне, Массачусетс, у родителей Уильяма. Затем в студии Fenway Studios, Бостон. Позже приобрели собственный дом в Ньютоне. Элизабет позировала для многих работ мужа. После его смерти она переехала в студию Fenway Studios.

## Труды
Работы художницы быстро раскупались частными коллекционерам, когда выставлялась, поэтому Элизабет Пэкстон недостаточно хорошо представлена в государственных музеях.

Некоторые работы
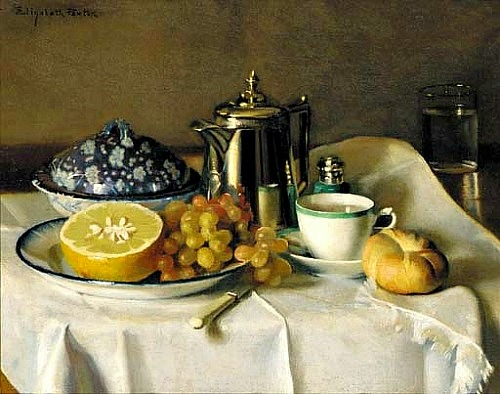
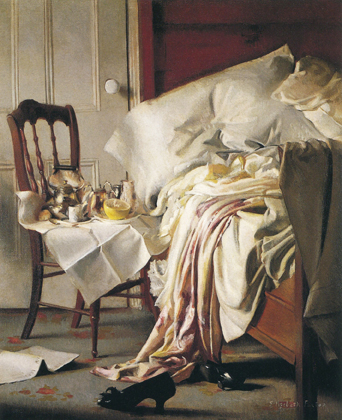
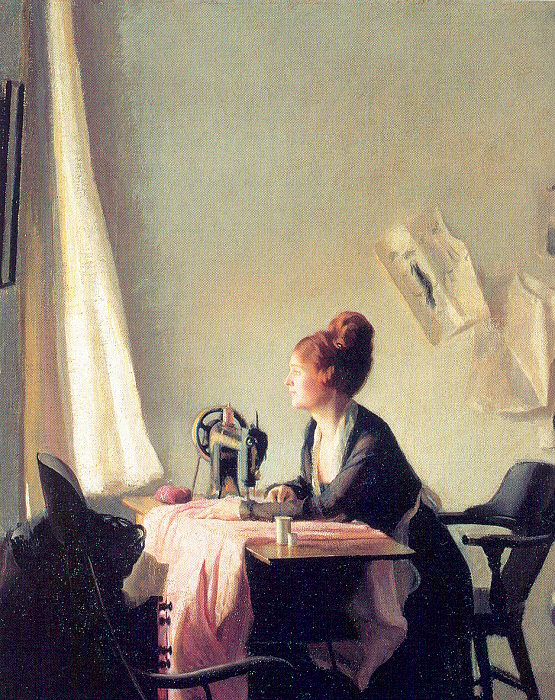
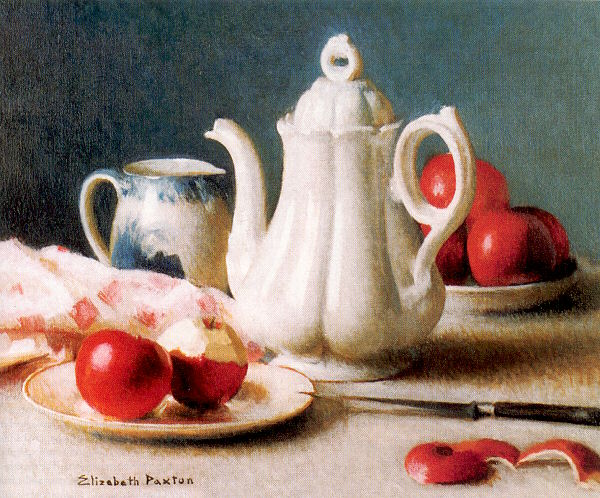